# Discopolo (singel)
Discopolo – pierwszy singel polskiego rapera Kizo z jego ósmego albumu studyjnego, zatytułowanego Patocelebryta. Singel został wydany 13 grudnia 2022.
Nagranie otrzymało w Polsce status podwójnie platynowego singla, przekraczając liczbę 100 tysięcy sprzedanych kopii.

## Geneza utworu i historia wydania
Utwór napisali i skomponowali Patryk Woziński, Adam Goryszewski i Bartłomiej Skoraczewski, którzy również odpowiadają za produkcję utworu.
Singel ukazał się w formacie digital download 13 grudnia 2022 w Polsce za pośrednictwem wytwórni płytowej Spacerange w dystrybucji Universal Music Polska. Piosenka została umieszczona na ósmym albumie studyjnym Kizo – Patocelebryta.

## Teledysk
Do utworu powstał teledysk w reżyserii Kote Dolidze, który udostępniono w dniu premiery singla za pośrednictwem serwisu YouTube.

## Lista utworów
- Digital download[2]

1. „Discopolo” – 3:13

## Notowania
| Kraj   | Lista (2023)             | Najwyższa pozycja |
| ------ | ------------------------ | ----------------- |
| Polska | Billboard Poland Songs   | 2                 |
| Polska | OLiS – single w streamie | 2                 |

| Kraj   | Lista (2023)             | Pozycja |
| ------ | ------------------------ | ------- |
| Polska | OLiS – single w streamie | 32      |

## Certyfikaty
| Kraj          | Certyfikat         | Sprzedaż |
| ------------- | ------------------ | -------- |
| Polska (ZPAV) | 2× platynowa płyta | 100 000+ |